# Pagellus
Pagellus – rodzaj morskich ryb okoniokształtnych z rodziny prażmowatych (Sparidae).

## Zasięg występowania
Wschodni Ocean Atlantycki, Morze Śródziemne i zachodni Ocean Indyjski.

## Klasyfikacja
Gatunki zaliczane do tego rodzaju:
- Pagellus acarne – morlesz krwisty[3]
- Pagellus affinis
- Pagellus bellottii – morlesz afrykański[4]
- Pagellus bogaraveo – bogar[5], morlesz[3], morlesz bogar[6]
- Pagellus erythrinus – morlesz szkarłatny[5]
- Pagellus natalensis – morlesz natalski[4]

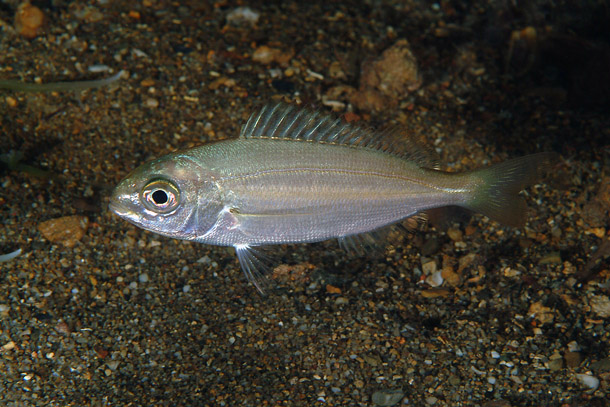
Pagellus acarne
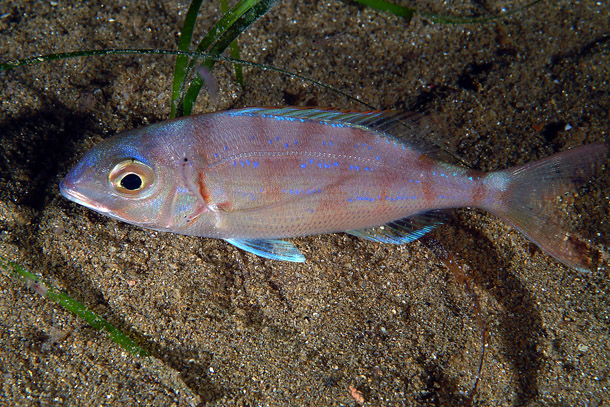
Pagellus erythrinus